# سیارک ۵۴۳۱
سیارک ۵۴۳۱ (به انگلیسی: 5431 Maxinehelin، نامگذاری:1988MB) پنج هزار و چهارصد و سی و یکمین سیارک کشف شده‌است که در ۱۹ ژوئن ۱۹۸۸ کشف شد.
قدر مطلق سیارک برابر ۱۳٫۰۰ است.